# 찬코바

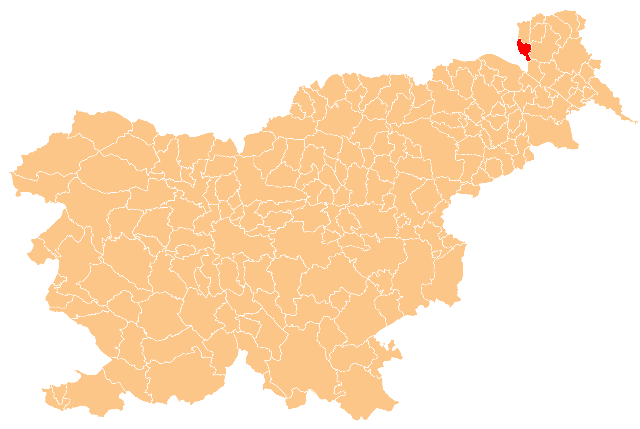
찬코바의 위치

찬코바(슬로베니아어: Cankova, 헝가리어: Vashidegkút 버슈히데쿠트[*], 독일어: Kaltenbrunn 칼텐브룬[*])는 슬로베니아의 도시로 면적은 30.6km2, 높이는 215m, 인구는 2,067명(2002년 기준), 인구 밀도는 67.5명/km2이다.

## 교회
찬코바의 사목구 성당은 나자렛의 요셉에 헌정되어 무르스카소보타의 로마 가톨릭 교구에 속하게 되었다. 1754년 건조되어 1900년 개조를 거쳤다. 서양 종탑이 있는 십자형 설계도가 있다.